# Laurent de Gouvion Saint-Cyr
Laurent de Gouvion Saint-Cyr (n. 13 aprilie 1764; d. 17 martie 1830), născut Laurent Gouvion, marchiz de Saint-Cyr, a fost un general, Mareșal al Franței (1812) și om politic francez ce a îndeplinit funcția de ministru de război după A doua Restaurație a Bourbonilor.
Voluntar în 1792, luptă în armata Rinului ca ofițer de stat major, devenind rapid general de brigadă pe 5 iunie 1794 și general de divizie, doar 6 zile mai târziu. Participă la Asediul de la Mainz și organizează retragerea. În 1796 dă o serie de bătălii importante, având rezultate strategice favorabile. Îl înlocuiește la comanda armatei Rinului și Mosellei pe Hoche, decedat și apoi pe André Masséna, la comanda armatei de la Roma. Alternează posturi în cadrul armatei Rinului și armatei din Italia, dar nu se înțelege bine nici cu Moreau, nici cu Primul Consul Bonaparte, care îl trimite să comande o armată franco-spaniolă din Portugalia (1801). Este apoi ambasador la Madrid și apoi i se dă comanda unei armate din Neapole. Ostil instaurării Imperiului, nu este inclus pe lista inițială de Mareșali, dar este păstrat la comanda armatei din Neapole în 1805. Comandă din 1806 până în 1808 o tabără de la Boulogne-sur-Mer, post extrem de obscur, înainte să fie numit conte al Imperiului și trimis în Catalunia, unde cucerește Barcelona. După ce a refuzat să asculte anumite ordine, dealtfel irealizabile, este înlocuit cu Augereau și își părăsește postul înainte de vreme, motiv pentru care este arestat și nu mai este utilizat până în 1811. Comandă apoi Corpul VI al Marii Armate în cadrul invaziei din Rusia, ocazie cu care devine în sfârșit Mareșal. În timpul campaniei din 1813 este capturat de austrieci. Nu se raliază Împăratului în timpul celor „100 de zile” și Restaurația franceză îi oferă postul de Ministru de Război (1815 și apoi 1817-1819) și pe cel al Marinei, cât și titlul de marchiz. Numele său este înscris pe Arcul de Triumf din Paris. 